# Resident Evil: Revelations 2
Resident Evil: Revelations 2, i Japan känt som Biohazard Revelations 2 (japanska: バイオハザード リベレーションズ 2 Hepburn: Baiohazādo Riberēshonzu Tsū?),  är ett episodiskt survival horror-spel utvecklat och utgivet av Capcom. Det är den tionde delen i Resident Evil-serien, och en uppföljare till Resident Evil: Revelations och Resident Evil 5. Capcom släppte spelet i episodform från 25 februari till 18 mars 2015 till Playstation 4, Playstation 3, Microsoft Windows, Xbox 360 och Xbox One. Efter den sista episoden släpptes en fullständig version av spelet i butik. Sony Computer Entertainment gav ut PlayStation Vita-versionen av spelet, som utvecklades av Frima Studio och släpptes den 18 augusti 2015.

## Röster
| Roll               | Japansk röst       | Engelsk röst           |
| ------------------ | ------------------ | ---------------------- |
| Claire Redfield    | Yūko Kaida         | James Baker            |
| Moira Burton       | Ayumi Fujimura     | Marcella Lentz-Pope    |
| Barry Burton       | Yūsaku Yara        | Michael McConnohie     |
| Natalia Korda      | Aoi Yūki           | Gabriella Pastore      |
| Gina Foley         | Miho Shinada       | -                      |
| Neil Fisher        | Eiji Hanawa        | Yuri Lowenthal         |
| Pedro Fernandez    | Yoshiasa Kameda    | -                      |
| Gabriel Chavez     | Kōsuke Godō        | Sam Riegel             |
| Overseer           | Rika Fukami        | Mary Elizabeth McGlynn |
| Evgeny Rebic       | Ben Hiura          | -                      |
| Albert Wesker      | Jōji Nakata        | DC Douglas             |
| HUNK               | Masaki Terasoma    | Keith Silverstein      |
| Jill Valentine     | Atsuko Yuya        | Michelle Ruff          |
| Leon Scott Kennedy | Toshiyuki Morikawa | Matthew Mercer         |
| Chris Redfield     | Hiroki Tōchi       | Roger Craig Smith      |